# Tadeusz Czichon

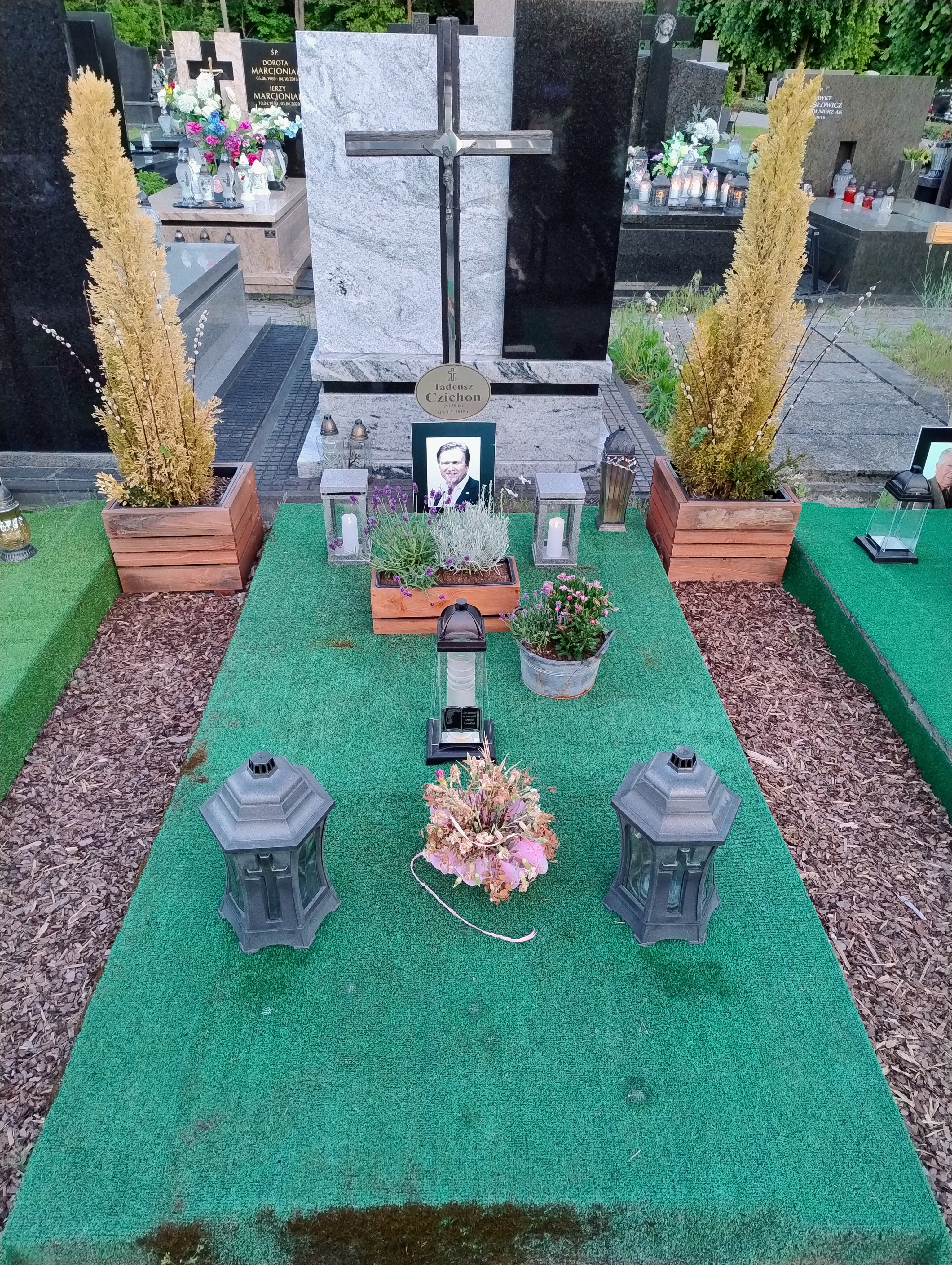
Grób Tadeusza Czichona

Tadeusz Ryszard Czichon (ur. 6 marca 1959 w Warszawie, zm. 1 maja 2018 w Skorupach) – polski przedsiębiorca, współtwórca  przedsiębiorstwa teleinformatycznego ATM.

## Życiorys
Był absolwentem Wydział Elektroniki Politechniki Warszawskiej. Posiadał stopień naukowy doktora inżyniera ze specjalnością automatyka i informatyka.
Po studiach początkowo planował karierę akademicką jednak ostatecznie podjął pracę w PLL LOT, gdzie w latach 1986–1988 pracował jako kierownik sekcji Wydziału Informatyki. Opracowywał między innymi „polską czarną skrzynkę”. Następnie był współzałożycielem i w latach 1987–1989 członkiem zarządu TTM Systemy Komputerowe i Elektronika sp. z o.o. W 1989 założył Przedsiębiorstwo Produkcyjnego ATM S.C. przekształcone w A.Chalimoniuk i Wspólnicy S.J., którym kierował jako dyrektor generalny do 2011. Był również współzałożycielem i w latach 2001–2013 prezesem zarządu ATM PP sp. z o.o., a w 1994 współzałożycielem i wiceprezesem zarządu ATM sp. z o.o. (w 1997 przekształcone w ATM SA). Od 6 listopada 2014 do 30 listopada 2015 piastował funkcję prezesa ATM, zaś następnie aż do śmierci przewodniczącym Rady Nadzorczej ATM. Był także znaczącym udziałowcem spółki. Był również wiceprezesem zarządu Aeroklubu Polskiego.
Zginął 1 maja 2018 w katastrofie lotniczej w pobliżu lądowiska Kołbiel–Skorupy w okolicach Celestynowa, pilotując samolot VL3. Został pochowany na cmentarzu w Marysinie Wawerskim w Warszawie.
Syn Herberta Czichona i Marii.